# Język shona
Język shona – język z rodziny bantu, używany jako główny język w Zimbabwe, a także w Mozambiku, Zambii i Botswanie; liczba użytkowników sięga 11 milionów osób.

## Dialekty
- karanga
- korekore
- manyika
- zezuru
- nguni